# Östliches Erzgebirgsvorland

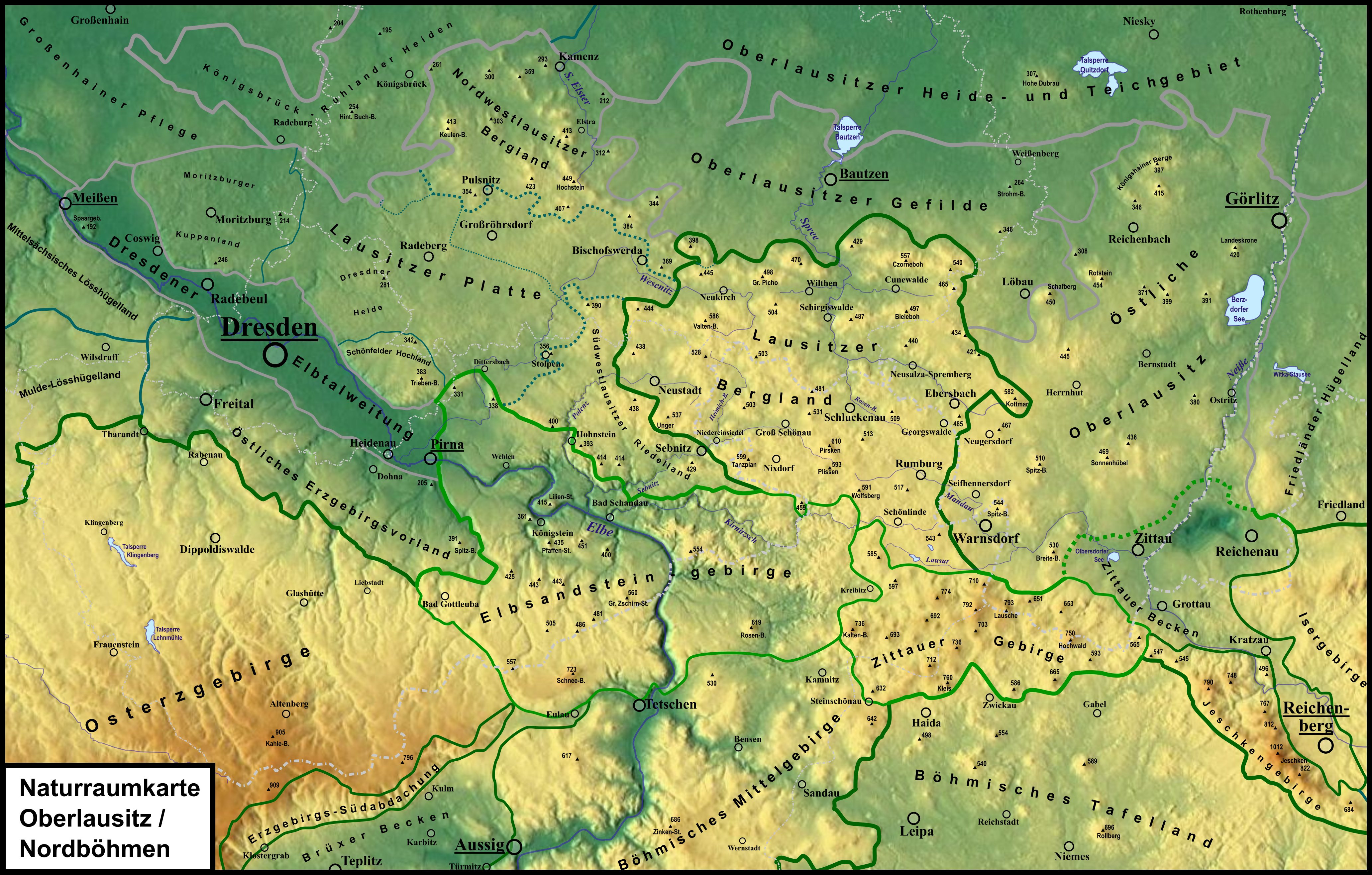
Naturraumkarte mit Östlichem Erzgebirgsvorland

Das Östliche Erzgebirgsvorland ist ein Naturraum im Rang einer Makrogeochore im System der Naturräume in Sachsen und befindet sich im Landkreis Sächsische Schweiz-Osterzgebirge.
Der relativ schmale, sich von Nordwest nach Südost erstreckende Bereich leitet morphologisch vom Osterzgebirge zur Dresdner Elbtalweitung über und ist durch mehrere quer verlaufende Täler, in denen verschiedene Erzgebirgsflüsse zum Beispiel die Weißeritz zur Elbe entwässern, zerschnitten. 
Prägend für den Naturraum sind lössbedeckte Hänge und Plateaus im Nordwesten, Sedimente aus dem Rotliegend des Freital-Kreischaer Beckens und das Elbtalschiefergebirge.
Der markanteste Bereich des Östlichen Erzgebirgsvorlandes ist das Elbtalschiefergebirge. Es besteht vorwiegend aus paläozoischen Gesteinen (überwiegend geschieferte Gesteine). Es stellt eine Einengung zwischen dem Lausitzer Massiv und dem Osterzgebirgsblock dar. Die steilen, oft stark verfalteten Gesteinsverbände sind verantwortlich für kleinflächige, oft streifenförmig angeordnete Bodenwechsel. Die Böden unterscheiden sich hinsichtlich Bodenskelett, Gründigkeit, Körnung, Trophie und Wasserhaushalt. Im Relief überwiegen Plateaus und Riegel.
Die potentielle natürliche Vegetation ist ein Übergang aus Waldlabkraut-Hainbuchen-Eichenwald und hochcolliner Hainsimsen-Eichen-Buchenwald.

## Naturräumliche Gliederung
(Meso- und Mikrogeochoren)
- Becken von Freital und Kreischa
  - Freitaler Becken, Wilisch-Rücken, Kreischaer Becken
- Zentrales Elbtalschiefergebirge
  - Gersdorf-Ottendorfer Becken, Meusegast-Niederseidewitzer Landstufe, Krebs-Dohmaer Hügelgebiet, Maxener Riedelgebiet, Burkhardswalder Plateau, Tronitzer Plateau, Seidewitz-Tal, Unteres Müglitz-Tal, Nenntmannsdorfer Plateau
- Südöstliches Elbtalschiefergebirge
  - Markersbacher Bahra-Tal, Felsenbrücken-Raabstein-Rücken, Riedel-/Rückengebiet Panoramahöhe-Augustusberg, Berggießhübeler Gottleuba-Tal
- Dohnaer Lössplateaus
  - Unteres Lockwitz-Tal, Plauenscher Grund, Luga-Gommerner Landstufe, Gorknitzer Plateau, Omsewitzer Löss-Plateau, Plauen-Nickerner Löss-Hügelgebiet, Goppelner Löss-Plateau